# Luis Barragán
Luis Ramiro Barragán Morfín (ur. 9 marca 1902 w Guadalajarze, zm. 22 listopada 1988 w Meksyku) – meksykański architekt, laureat Nagrody Pritzkera w 1980 r.

## Młodość
Po zakończeniu edukacji wyruszył w podróż po Europie, skupiając się głównie na południowej Hiszpanii, gdzie zapoznaje się z architekturą mauretańską, oraz teoriami Ferdynanda Baca – pisarza, architekta i malarza krajobrazu.
Po powrocie do rodzinnego kraju projektuje w Guadalajarze kilka domów w stylu międzynarodowym, min. dom Gustawa R. Cristo i Efraina Gonzaleza Luny.
W roku 1931 podróżuje po Francji, gdzie uczęszcza na wykłady u Le Corbusiera, oraz zaznajamia się z wydawanym przez niego czasopismem „L'esprit nouveau”, w którym poruszano problemy postępu we wszystkich dziedzinach. Pismo to wpłynęło znacznie na ukształtowanie się twórczej myśli tego okresu.

## Kariera

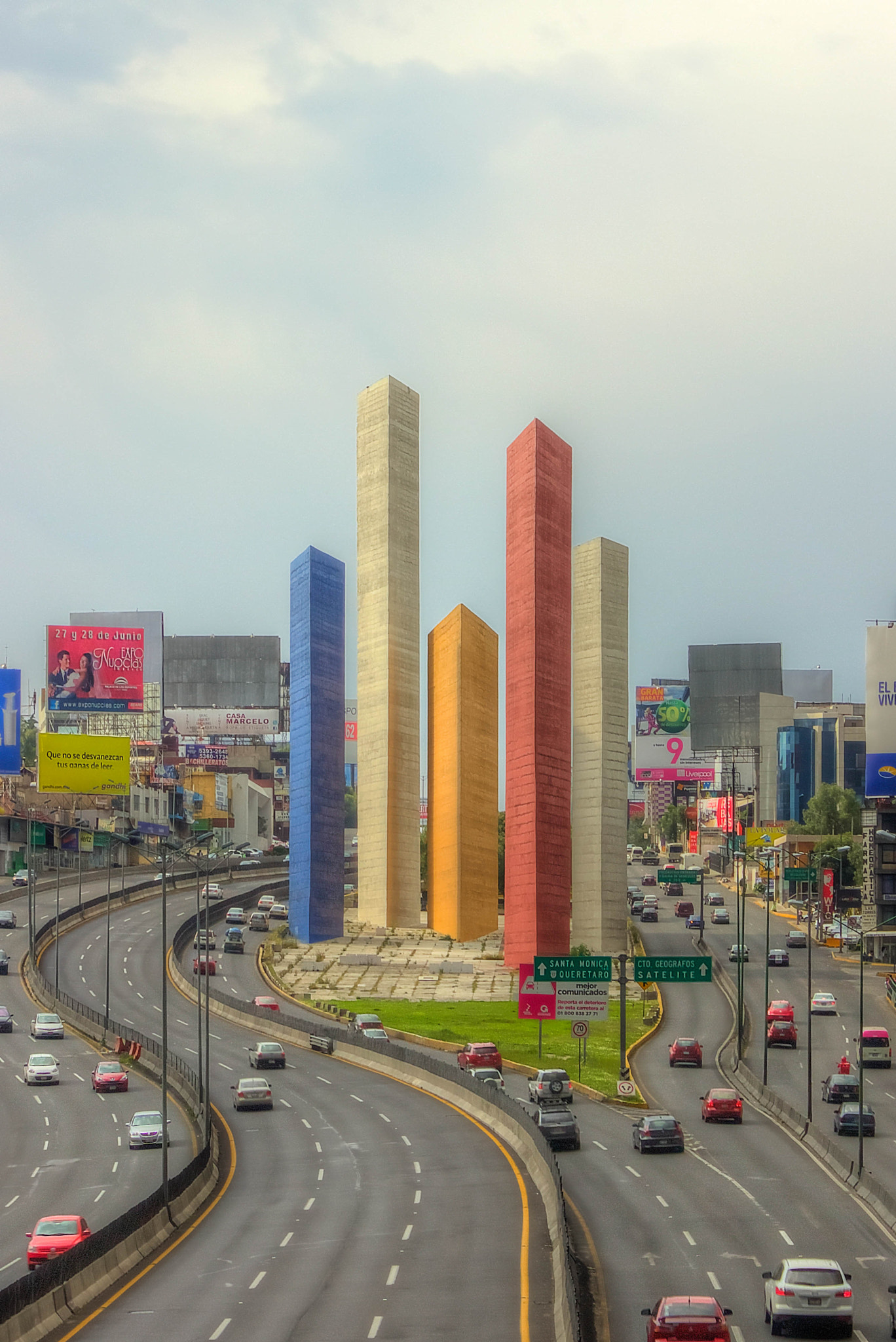
Instalacja Torres de Satélite

W 1939 r. przenosi się do miasta Meksyk, gdzie projektuje kilka domów przy Avenida Praque Mexico i kompleksie Cuauhtemoc (lata 1936-1940).
We wczesnych latach 40. zaprojektował kilka ogrodów w mieście Meksyk, cztery z nich na Calle Francisco Ramirez, inspirowanych malarstwem Ferdynanda Bac’a.
W 1944 r. realizuje trzy projekty ogrodów przy Avenida San Geronimo w San Angel, i Parque Residencial Jardines de El Pedregal de San Angel w mieście Meksyk.
Zwrot w twórczości Barragana następuje, gdy poznaje Jesusa Reyesa Ferreirę („Chucho Reyes)- artystę skupiającego wokół siebie środowisko zajmujące się ludową sztuką Meksyku.
Pod jego wpływem, w modernistycznych budynkach Barragana daje się zauważyć wpływy regionalne.
W 1945 r. stworzył plan urbanistyczny dla dzielnicy Pedregal de San Ángel.
W 1947 r. buduje dom przy Calle Francisco Ramirez, przyłączając do niego jeden z zaprojektowanych przez siebie ogrodów.
W latach 50. wyjeżdża do Maroka i Afryki Północnej, co owocuje wprowadzeniem do jego twórczości wątków architektury afrykańskiej.
W 1955 r. odbudował zabytkowy konwent kapucynów w Tlalpan.
Po powrocie projektuje z Merem Cetti dom Pietro Lopeza i dom San Cristobal.
Posiadłość San Cristobal i towarzysząca jej stadnina są elementami założenia w Los Clubes- w skład którego to założenia wchodzi również jedna z bardziej jego znanych fontann „Fuente de los Amantes”.
W 1957 r. rozpoczął projekt wieżowców Naucalpan’s Satélite Towers oraz budynku mieszkaniowego Las Arboledas kilka kilometrów do Naucalpan. W 1964 r. wraz z Sordo Madaleno zaprojektowal budynek mieszkaniowy Lomas Verdes.
Jedna z najsłynniejszych realizacji Barragana jest pomnik z lat 1957-1958 stojący przy Queretaro Highway (Torres de Satelite w mieście Meksyk). Pomnik ma postać kolorowych wież wysokości od 30 do 50 metrów, umieszczonych między dwiema ruchliwymi ulicami. Symbolizują one-paradoksalnie- nierozwiązany problem mieszkaniowy stolicy.
Ostatni projekt powstaje w 1978 r. – jest to dom Barbary Meyer.
W 1980 r. został wyróżniony Nagrodą Pritzkera.
Architektura Barragana charakteryzuje się prostymi bryłami o małych oknach, grubymi ścianami o jaskrawej kolorystyce i wykorzystaniem lokalnych materiałów.

## Literatura
Barragan o architekturze:
„Moja architektura jest autobiograficzna. W czego dokonałem pobrzmiewa echo rancha mojego ojca, gdzie spędziłem lata dzieciństwa i młodości. W moich pracach zawsze starałem się wnieść do współczesnego świata magię tamtych lat> Źródłem inspiracji była dla mnie architektura prowincji meksykańskiej, jej ściany pobielone wapnem, spokój dziedzińców i ogrodów, kolory ulicy, skromne dostojeństwo placów obramowanych podcieniami portali”
O ogrodach:
„Uważam, ze architekci powinni raczej projektować ogrody niż budynki-po to, żeby rozwijać w sobie wyczucie piękna, smak i skłonność do sztuk pięknych oraz innych wartości duchowych”
O odrestaurowaniu klasztoru w Tlalpan:
„Jako katolik zwiedzałem opustoszałe dziś monumentalne klasztory, które odziedziczyliśmy po naszych przodkach. Byłem głęboko wzruszony spokojem, którego doświadczyłem przemierzając te porzucone dziś korytarze, cele i patia. Tak bardzo chciałem, żeby w moich pracach pojawił się ślad tych przeżyć. Podstawową sztuką architekta jest sztuka patrzenia, takiego patrzenia, aby jego wizja nie została przygnieciona racjonalną analizą.”
W przemówieniu po otrzymaniu nagrody Pritzkera:
„Niepokoi mnie fakt, że z publikacji poświęconych architekturze zniknęły słowa: Piękno, Inspiracja, Magia, Zachwyt, Oczarowanie. Dla mnie było ono zawsze światłem przewodnim.”
Dom własny i biuro Barragána zbudowane w 1948 r. w Meksyku zostały w 2004 r. wpisane na listę światowego dziedzictwa kultury prowadzoną przez UNESCO.